# التربة (الشعر)

تعديل مصدري - تعديل

التربة محلة تابعة لقرية رباط السريمة، التابعة لعزلة الوسط بمديرية الشعر إحدى مديريات محافظة إب في الجمهورية اليمنية، بلغ تعداد سكانها 283 حسب تعداد اليمن لعام 2004.